# بیرنین کبی
بیرنین کبی (به لاتین: Birnin Kebbi) یک شهر در نیجریه است که در ایالت کبی واقع شده‌است.

## خصوصیات
بیرنین کبی ۱۲۵٬۵۹۴ نفر جمعیت دارد.